# India op de Olympische Zomerspelen 1952
India nam deel aan de Olympische Zomerspelen 1952 in Helsinki, Finland. Voor de vijfde keer op rij werd het hockeytoernooi gewonnen.

## Medailleoverzicht
| Sport     | Olympiër | Discipline            | Medaille |
| --------- | --- | --------------------- | -------- |
| Hockey    | Leslie Claudius Keshav Dutt Chinadorai Deshmutu Randhir Singh Gentle Kunwar Digvijay Singh Grahanandan Singh Ranganathan Francis Meldric Daluz Balbir Singh sr. Dharam Singh Gill Govind Perumal Raghbir Lal Udham Singh Muniswamy Rajgopal | mannen                | Goud     |
| Worstelen | Khashaba Jadav | -57kg vrije stijl (m) | Brons    |

## Deelnemers en resultaten

### Atletiek
| Olympiër           | Discipline             | Resultaat | Prestatie                                                                       |
| ------------------ | ---------------------- | --------- | ------------------------------------------------------------------------------- |
| Lavy Pinto         | 100m (m)               | 8e        | serie 11: 2de in 11,0 kwartfinale 2: 3de in 10,98 halve finale 1: 4de in 10,94  |
| Lavy Pinto         | 200m (m)               | 10e       | serie 18: 2de in 21,83 kwartfinale 1: 2de in 21,80 halve finale 2: 5de in 22,01 |
| Ivan Jacob         | 400m (m)               | 64e       | serie 4: 6de in 51,48                                                           |
| Sohan Singh        | 800m (m)               | 19e       | serie 6: 2de in 1,52,0 halve finale 3: 6de in 1,54,9                            |
| Gulzara Singh Mann | 3000m steeplechase (m) | 33e       | serie 1: 12de in 9,48,6                                                         |
| Surat Mathur       | marathon (m)           | 52e       | 2:58.09,2                                                                       |
| Mehnga Singh       | hoogspringen (m)       | 34e       | kwalificatiegroep B: 16de met 1,70m                                             |
|                    |                        |           |                                                                                 |
| Mary D'Souza       | 100m (v)               | 51e       | serie 9: 5de in 13,1                                                            |
| Nilima Ghose       | 100m (v)               | 53e       | serie 1: 5de in 13,6                                                            |
| Mary D'Souza       | 200m (v)               | 33e       | serie 3: 7de in 26,3                                                            |
| Nilima Ghose       | 80m horden (v)         | 33e       | serie 2: 5de in 12,9                                                            |

### Boksen
| Olympiër       | Discipline | Resultaat | Prestatie                                                                                     |
| -------------- | ---------- | --------- | --------------------------------------------------------------------------------------------- |
| Sakti Mazumdar | -51kg (m)  | 9e        | 1ste ronde: W van VIE Van Cua: niet gestart 2de ronde: V van KOR Han: 0-3                     |
| Benoy Bose     | -57kg (m)  | 17e       | 1ste ronde: V van USA Brown: 0-3                                                              |
| Ron Norris     | -67kg (m)  | 5e        | 1ste ronde: vrij 2de ronde: W van CAN Butula: knock-out kwartfinale: V van DEN Jörgensen: 0-3 |
| Oscar Ward     | -81kg (m)  | 17e       | 1ste ronde: V van GER Karl Kistner: knock-out                                                 |

### Gewichtheffen
| Olympiër            | Discipline | Resultaat | Prestatie                                                                               |
| ------------------- | ---------- | --------- | --------------------------------------------------------------------------------------- |
| Daniel Pon Mony     | -60kg (m)  | 12e       | drukken: 4de met 95 kg trekken: 12de met 90 kg stoten: 15de met 117,5 kg totaal: 300 kg |
| Kamineni Eswara Rao | -90kg (m)  | 19e       | drukken: 11de met 107,5 kg trekken: 18de met 105 kg stoten: geen geldige poging         |

### Hockey
| Olympiër | Discipline | Resultaat | Prestatie |
| --- | ---------- | --------- | --- |
| Leslie Claudius Keshav Dutt Chinadorai Deshmutu Randhir Singh Gentle Kunwar Digvijay Singh Grahanandan Singh Ranganathan Francis Meldric Daluz Balbir Singh sr. Dharam Singh Gill Govind Perumal Raghbir Lal Udham Singh Muniswamy Rajgopal | mannen     | Goud      | 1ste ronde: vrij kwartfinale: W van Oostenrijk: 4-0 halve finale: W van Groot-Brittannië: 3-1 finale: W van Nederland: 6-1 |

### Schietsport
| Olympiër         | Discipline                 | Resultaat | Prestatie                  |
| ---------------- | -------------------------- | --------- | -------------------------- |
| Harihar Banerjee | 50m geweer 3 houdingen (m) | 36e       | 1095 punten: (325-376-394) |
| Harihar Banerjee | 50m geweer liggend (m)     | 29e       | 394 punten: (97-100-99-98) |
| Souren Choudhury | 50m geweer liggend (m)     | 39e       | 391 punten: (96-98-98-99)  |
| Harihar Banerjee | 300m geweer (m)            | 24e       | 994 punten: (229-336-359)  |

### Turnen
| Olympiër   | Discipline               | Resultaat | Prestatie    |
| ---------- | ------------------------ | --------- | ------------ |
| Khushi Ram | individuele meerkamp (m) | 185e      | 29,75 punten |
| Vir Singh  | individuele meerkamp (m) | 184e      | 45,50 punten |

### Voetbal
| Olympiër | Discipline | Resultaat | Prestatie                          |
| --- | ---------- | --------- | ---------------------------------- |
| Ahmed Muhammad Khan Berland Anthony Chandan Singh Rawat Joseph Anthony Mohammad Sattar Padamttom Vankatesh Sailen Manna Sheikh Abdul Latif Sayed Moinuddin Sayed Khwaja Aziz-ud-Din Thulukhanam Shanmugam | mannen     | 17e       | voorronde: V van Joegoslavië: 1-10 |

### Waterpolo
| Olympiër | Discipline | Resultaat | Prestatie                     |
| --- | ---------- | --------- | ----------------------------- |
| Birendra Basak David Sopher Kedar Shah Isaac Monsoor Sambhu Saha Sachin Nag Khamlillal Shah Bijoy Barman Jehangir Naegamwalla Ran Chandnani | mannen     | 17e       | voorronde: V van Italië: 1-16 |

### Wielersport
| Olympiër                                                           | Discipline               | Resultaat | Prestatie                               |
| Baan                                                               | Baan                     | Baan      | Baan                                    |
| ------------------------------------------------------------------ | ------------------------ | --------- | --------------------------------------- |
| Netai Bysack                                                       | sprint (m)               | DNF       | serie 1: 3de herkansingen: niet gestart |
| Suprovat Chakravarty                                               | tijdrit (m)              | 27e       | 1.26,0                                  |
| Netai Bysack Raj Kumar Mehra Suprovat Chakravarty Tarit Kumar Sett | ploegenachtervolging (m) | 22e       |                                         |
| Weg                                                                |                          |           |                                         |
| Pradip Bode                                                        | wegwedstrijd (m)         | DNF       | niet gefinisht                          |
| Netai Bysack                                                       | wegwedstrijd (m)         | DNF       | niet gefinisht                          |
| Suprovat Chakravarty                                               | wegwedstrijd (m)         | DNF       | niet gefinisht                          |
| Raj Kumar Mehra                                                    | wegwedstrijd (m)         | DNF       | niet gefinisht                          |
| Pradip Bode Netai Bysack Suprovat Chakravarty Raj Kumar Mehra      | wegwedstrijd team (m)    | DNF       | niet gefinisht                          |

### Worstelen
| Olympiër                  | Discipline  | Resultaat   | Prestatie |
| Vrije stijl               | Vrije stijl | Vrije stijl | Vrije stijl |
| ------------------------- | ----------- | ----------- | --- |
| Niranjan Das              | -52kg (m)   | 10e         | 1ste ronde: V van IRI Mollaghasemi 2de ronde: V van GER Weber |
| Khashaba Dadasaheb Jadhav | -57kg (m)   | Brons       | 1ste ronde: W van CAN Poliquin 2de ronde: W van GER Basurto 3de ronde: W van MEX Schmitz: 3-0 4de ronde: vrij 5de ronde: V van Sovjet-Unie Mamedbekov medailleronde: V van JPN Ishii |
| Keshav Mangave            | -62kg (m)   | 4e          | 1ste ronde: vrij 2de ronde: W van VEN Lugo: walk-over 3de ronde: V van IRI Givehchi: 0-3 4de ronde: W van CAN Bernard 5de ronde: V van USA Henson                                    |
| Shrirang Jadhav           | -87kg (m)   | 10e         | 1ste ronde: V van RSA Theron: 1-2 2de ronde: V van Sovjet-Unie Englas |

### Zwemmen
| Olympiër        | Discipline          | Resultaat | Prestatie               |
| --------------- | ------------------- | --------- | ----------------------- |
| Isaac Mansoor   | 100m vrije slag (m) | 61e       | serie 4: 7de in 1.10,8  |
| Bijoy Barman    | 100m rugslag (m)    | 30e       | serie 4: 5de in 1.27,3  |
| Khamlillal Shah | 100m rugslag (m)    | 29e       | serie 1: 8ste in 1.18,3 |
|                 |                     |           |                         |
| Dolly Nazir     | 100m vrije slag (v) | 41e       | serie 2: 7de in 1.24,6  |
| Dolly Nazir     | 200m schoolslag (v) | 32e       | serie 4: 7de in 3.37,9  |
| Arati Saha      | 200m schoolslag (v) | 33e       | serie 3: 6de in 3.40,8  |

Argentinië · Australië · Bahama's · België · Bermuda · Birma · Brazilië · Brits-Guiana · Bulgarije · Canada · Ceylon · Chili · China · Cuba · Denemarken · Duitsland · Egypte · Filipijnen · Finland · Frankrijk · Goudkust · Griekenland · Groot-Brittannië · Guatemala · Hongarije · Hongkong · Ierland · IJsland · India · Indonesië · Iran · Israël · Italië · Jamaica · Japan · Joegoslavië · Libanon · Liechtenstein · Luxemburg · Mexico · Monaco · Nederland · Nederlandse Antillen · Nieuw-Zeeland · Nigeria · Noorwegen · Oostenrijk · Pakistan · Panama · Polen · Portugal · Puerto Rico · Roemenië · Saarland · Singapore ·  Sovjet-Unie · Spanje · Thailand · Trinidad en Tobago · Tsjecho-Slowakije · Turkije · Uruguay · Venezuela · Verenigde Staten · Vietnam · Zuid-Afrika · Zuid-Korea · Zweden · Zwitserland